# ケニー・チェズニー

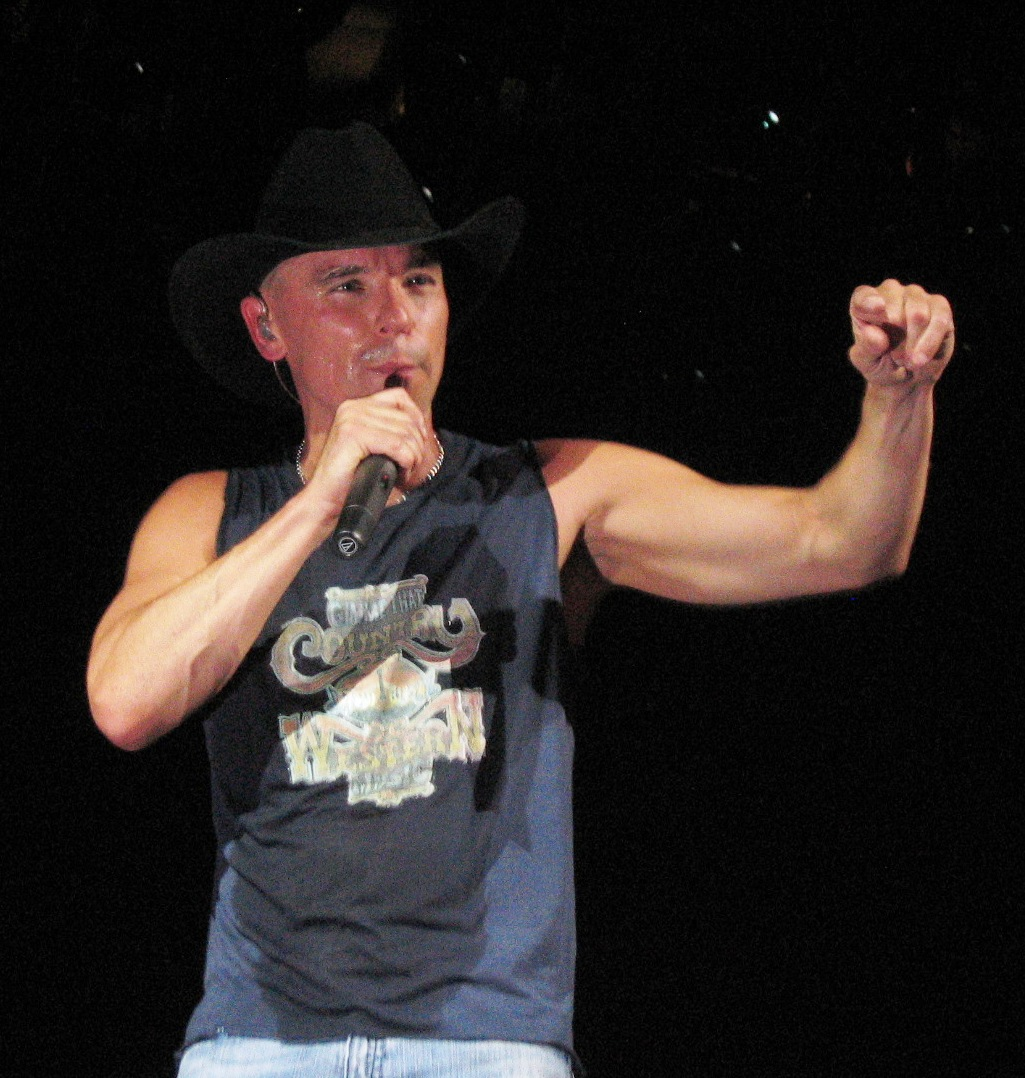

ケニー・チェズニー（Kenneth Arnold "Kenny" Chesney、1968年3月26日 - ）は、アメリカ合衆国のカントリー歌手、ソングライター。これまで15枚のアルバムを発売し、うち14枚はアメリカレコード協会よりゴールドディスクあるいはそれ以上に認定された。またシングル30枚以上がビルボードのカントリー・チャートでトップ10入りし、うち22枚は首位となった。
ACMアワード、CMAアワード、アメリカン・ミュージック・アワード、CMTアワード、ビルボード・ミュージック・アワード、ピープルズ・チョイス・アワード、フレンチ・カントリー・ミュージック・アワードなどを受賞している。ACMアワードは6回受賞しており、うち2005年から2008年は最高賞エンターテイナー・オブ・ザイヤーを4年連続受賞している。1997年、ACMアワードの新人男性ボーカリスト賞、2002年の男性ボーカリスト賞、2005年、過去に新人賞、ボーカリスト賞、エンターテイメント賞を受賞したことで三冠賞を受賞。CMAアワードも6回受賞しており、うち2004年、2006年、2007年、2008年には最高賞エンターテイメント・オブ・ザ・イヤーを受賞。コンサート・ツアーは人気でチケットは完売することが多い。2007年のツアー『Flip-Flop Summer Tour 』はこの年のカントリーのコンサート・ツアーで最高の興行収益を上げた。
ESPNの『The Boys of Fall 』のプロデュース、共同監督を行なった。

## 来歴

### 生い立ち
1968年3月26日、イングランド人とアイルランド人を祖先に、テネシー州ノックスヴィルのセント・メアリー医療センターで元小学校教師の父デイヴィッド・チェズニーと美容師の母カレン・チャンドラーのもとに生まれ、ラトレルで育った。妹ジェニファー・チャンドラーがいる。ギブス高等学校在学中は野球とフットボールをし、1986年、卒業。クリスマスに初めてのギターThe Terminor を手に入れ、独学で弾き方を学んだ。テネシー州ジョンソン・シティのEast Tennessee State University (ETSU)に進学し広告学を学び、ETSUブルーグラス・プログラムとフラタニティLambda Chi Alpha に所属した。1989年、バージニア州ブリストルのクラシック・レコーディング・スタジオで自費出版のデモ・アルバムを収録。ジョンソン・シティのクラブで演奏し、デモ・アルバムを1,000枚売り上げ、新しいギターを買った。1990年12月、広告学の学位を取得し卒業。卒業後、テネシー州ナッシュビルへ行き、地元のいくつかのクラブで演奏した。ナッシュビルの歴史的地区のホンキートンク・バーのザ・ターフにレギュラー出演していた。

## ディスコグラフィー

### アルバム
| 1994                                      | In My Wildest Dreams                         | - 発売日: 1994年4月19日 - レーベル: Capricorn - フォーマット: CD, cassette                                                       | —  | —  | —  | —  |                                   |
| 1995                                      | All I Need to Know                           | - 発売日: 1995年6月13日 - レーベル: BNA - フォーマット: CD, cassette                                                             | —  | —  | —  | —  | - US: ゴールド                    |
| 1996                                      | Me and You                                   | - 発売日: 1996年6月4日 - レーベル: BNA - フォーマット: CD, cassette                                                              | 78 | —  | —  | —  | - US: プラチナ                    |
| 1997                                      | I Will Stand                                 | - 発売日: 1997年7月15日 - レーベル: BNA - フォーマット: CD, cassette                                                             | 95 | —  | —  | —  | - US: プラチナ                    |
| 1999                                      | Everywhere We Go                             | - 発売日: 1999年3月2日 - レーベル: BNA - フォーマット: CD, cassette - 全米売上: 200万枚                                          | 51 | —  | —  | —  | - US: 2× プラチナ - CAN: ゴールド |
| 2002                                      | No Shoes, No Shirt, No Problems              | - 発売日: 2002年4月23日 - レーベル: BNA - フォーマット: CD, cassette - 全米売上: 400万枚                                         | 1  | —  | —  | —  | - US: 4× プラチナ                 |
| 2003                                      | All I Want for Christmas Is a Real Good Tan  | - 発売日: 2003年10月7日 - レーベル: BNA - フォーマット: CD, cassette - 全米売上: 50万枚                                          | 42 | —  | —  | —  | - US: ゴールド                    |
| 2004                                      | When the Sun Goes Down                       | - 発売日: 2004年2月3日 - レーベル: BNA - フォーマット: CD, digital download - 全米売上: 400万枚                                  | 1  | —  | —  | —  | - US: 4× プラチナ                 |
| 2005                                      | Be as You Are (Songs from an Old Blue Chair) | - 発売日: 2005年1月25日 - レーベル: BNA - フォーマット: CD, digital download - 全米売上: 130万枚                                 | 1  | —  | —  | —  | - US: プラチナ                    |
| 2005                                      | The Road and the Radio                       | - 発売日: 2005年11月8日 - レーベル: BNA - フォーマット: CD, digital download - 全米売上: 310万枚                                 | 1  | —  | —  | —  | - US: 3× プラチナ                 |
| 2007                                      | Just Who I Am: Poets & Pirates               | - 発売日: 2007年9月11日 - レーベル: BNA - フォーマット: CD, digital download - 全米売上: 140万枚                                 | 3  | —  | 7  | —  | - US: プラチナ                    |
| 2008                                      | Lucky Old Sun                                | - 発売日: 2008年10月14日 - レーベル: Blue Chair, BNA - フォーマット: CD, digital download - 全米売上: 72万枚                     | 1  | —  | 10 | —  | - US: プラチナ                    |
| 2010                                      | Hemingway's Whiskey                          | - 発売日: 2010年9月28日 - レーベル: Blue Chair, BNA - フォーマット: CD, digital download - 全米売上: 85万枚                      | 1  | 73 | 10 | 37 | - US: プラチナ                    |
| 2012                                      | Welcome to the Fishbowl                      | - 発売日: 2012年6月19日 - レーベル: Blue Chair, Columbia Nashville - フォーマット: CD, digital download - 全米売上: 59.2万枚     | 2  | 34 | 5  | —  | - US: プラチナ                    |
| 2013                                      | Life on a Rock                               | - 発売日: 2013年4月30日 - レーベル: Blue Chair, Columbia Nashville - フォーマット: CD, digital download - 全米売上: 39.2万枚     | 1  | 47 | 4  | —  | - US: ゴールド                    |
| 2014                                      | The Big Revival                              | - 発売日: 2014年9月23日 - レーベル: Blue Chair, Columbia Nashville - フォーマット: CD, digital download - 全米売上: 44.7万枚     | 2  | 31 | 6  | —  | - US: ゴールド                    |
| 2016                                      | Cosmic Hallelujah                            | - 発売日: 2016年10月28日 - レーベル: Blue Chair, Columbia Nashville - フォーマット: CD, digital download - 全米売上: 24.0万枚    | 2  | 19 | 12 | —  |                                   |
| 2018                                      | Songs For Saints                             | - 発売日: 2018年7月27日 - レーベル: Blue Chair, Warner Bros. Nashville - フォーマット: CD, digital download - 全米売上: 15.4万枚 | 2  | 51 | 8  | —  |                                   |
| 2020                                      | Here And Now                                 | - 発売日: 2020年5月1日 - レーベル: Blue Chair, Warner Nashville - フォーマット: CD, digital download - 全米売上: 22.2万枚        | 1  | 83 | 2  | —  |                                   |
| "—"は未発売またはチャート圏外を意味する。 |                                              | |    |    |    |    |                                   |